# Stocksee (gmina)
Stocksee – gmina w Niemczech w kraju związkowym Szlezwik-Holsztyn, w powiecie Segeberg, wchodzi w skład urzędu Bornhöved.